# Il gladiatore (programma televisivo)
Il gladiatore è stato un programma televisivo italiano di genere game show ideato e condotto da Carlo Conti, andato in onda su Rai 1, in prima serata a partire dalle ore 20:50, dal 16 al 31 ottobre 2001 per tre puntate, nonostante ne fossero previste otto.
Fortemente voluto dall'allora direttore Agostino Saccà e dal capostruttura Antonio Maccario (quest'ultimo poi sostituito da Paolo De Andreis, che già lavorava nel varietà di Giorgio Panariello Torno sabato), esso veniva registrato nel Teatro 15 di Cinecittà in Roma, lo stesso dal quale si allestì un altro varietà Rai dell'epoca, Stasera pago io di Fiorello.
Inizialmente in onda il martedì, a causa dei bassi ascolti ricevuti per via anche della trasmissione su Canale 5 della fiction Distretto di polizia, fu spostato al mercoledì nella terza puntata, nella quale venne battuto da Al Bano - Una voce nel sole, show musicale di Rete 4. Venne perciò soppresso, al suo posto la rete propose vari film.
Da segnalare che Saccà, in seguito agli attentati dell'11 settembre 2001, aveva rinviato l'esordio del programma, per lasciare spazio ad eventuali approfondimenti del TG1 in caso di scoperta di nuovi dettagli sulla faccenda.

## Il programma

### Svolgimento
Il gladiatore era un telequiz che si articolava in tre manche di gioco in un'arena, ispirata al Colosseo, con il pubblico incitato dalla voce fuori campo di Luca Ward (doppiatore anche di Russell Crowe nell'omonimo film).
Nella prima manche, si sfidavano a vicenda con una serie di domande, azzardando dieci "vite" a loro disposizione, tre concorrenti chiamati "gladiatori", i quali erano persone estratte a caso nel pubblico in studio dove vinceva chi restava "in vita" più a lungo (o colui che dava quante più risposte esatte), mentre il secondo classificato rimaneva come riserva, invece il terzo veniva eliminato. Nella seconda sfida, il concorrente vincitore della fase precedente aveva il compito di accumulare il montepremi, che poteva arrivare a 600.000.000 di lire rispondendo a domande di cultura generale a risposta multipla dove se sbagliava passava il testimone al concorrente di riserva, il quale, se decideva di non rispondere, giocava il montepremi accumulato fino a quel momento con i duecento spettatori presenti in studio. Infine, nell'ultima manche, il concorrente arrivato ultimo nella prima fase, doveva sfidarsi con venti rappresentanti del pubblico, su domande specifiche; dove se rispondeva esattamente era proclamato vincitore, in caso contrario avrebbero vinto i venti del pubblico che si dividevano il montepremi fino a un massimo di 300.000.000 di lire.

## Ascolti
| Puntata | Data            | Telespettatori | Share  |
| ------- | --------------- | -------------- | ------ |
| 1       | 16 ottobre 2001 | 4.432.000      | 17,28% |
| 2       | 23 ottobre 2001 | 4.168.000      | 15,99% |
| 3       | 31 ottobre 2001 | 3.500.000      | 13,80% |

## Esportazione del format
Nonostante il clamoroso flop ottenuto, il format de Il gladiatore creato interamente in Italia venne comunque acquistato in Spagna e in Inghilterra già dopo la prima puntata della versione originale.